# William Dwight Whitney
William Dwight Whitney (/ˈwɪtni/; 9 de fevereiro de 1827–7 de junho de 1894) foi um linguista, filólogo e lexicógrafo americano conhecido por seu trabalho em Sânscrito gramática e filologia Védica , e por  sua influente visão de linguagem como uma instituição social. Ele foi o primeiro presidente da American Filológicos Associação e editor-chefe de o  Century's Dictionary.

## A vida
William Dwight Whitney nasceu em Northampton, Massachusetts, em 9 de fevereiro de 1827. Seu pai era Josias Dwight Whitney (1786-1869) da Nova Inglaterra Dwight família. Sua mãe era Sarah Williston (1800-1833).
Ele entrou no Williams College, aos quinze anos, graduando-se em 1845. Ele continuou seus estudos e trabalhou em um banco em Northampton por vários anos e, em seguida, ajudou seu irmão mais velho Josias Whitney em um levantamento geológico da região do Lago Superior, em 1849. Nesta expedição, ele começou o estudo de Sânscrito em suas horas de lazer. Em 1850, foi para a Alemanha, e durante três anos estudou Sânscrito. Passou seus invernos em Berlim, juntamente com Albrecht Weber e Franz Bopp, sendo os verões dedicados ao trabalho sob o desígnio de Rudolf von Roth em Tübingen.
Ele adquiriu grande reputação pela sua erudição no campo. Em Yale, se tornou professor de Sânscrito, em 1854, acrescentando à universidade filologia comparativa , em 1869. Ele também ensinou línguas modernas na Sheffield Scientific School. Serviu como secretário da American Oriental Society , a partir de 1857 até que tornou-se seu presidente em 1884.
Ele morreu em sua casa, na Whitney Avenue, em 7 de junho de 1894.

## Carreira
Whitney revisou definições para a edição de 1864 do dicionário Webster, e, em 1869, tornou-se um dos fundadores e primeiro presidente da American Philological Association. Ele escreveu traduções métricas dos Vedas, e inúmeros artigos sobre os Vedas e linguística, muitos dos quais foram coletados na série Estudos Linguísticos e Orientais (1872-74). Escreveu vários livros sobre a linguagem e de gramática em manuais escolares de inglês, francês, alemão, e o Sânscrito.
Sua Gramática Sânscrita (1879) é notável, em parte, pela crítica que contém do Ashtadhyayi, a gramática Sânscrita atribuída a Panini. 
No Curso de Linguística Geral , no capítulo sobre a "Imutabilidade e Mutabilidade do Signo", Ferdinand de Saussure critica Whitney pela insistência sobre a natureza arbitrária dos sinais linguísticos.
O lingüista Roman Jakobson (Jakobson 1965, 23-4) observa que Whitney exerceu uma profunda influência no pensamento linguístico europeu, promovendo a tese da língua como uma instituição social. Em seus livros fundamentais das décadas de 1860 e 70, a linguagem foi definida como um sistema de sinais arbitrários e convencionais. Esta doutrina foi emprestado e expandida por Ferdinand de Saussure, entrando na edição póstima do seu 'Curso', ajustado por seus discípulos C. Bally e  Albert Sechehaye  (1916). O professor declara: "No ponto essencial, parece-nos que o linguista americano tem razão: Linguagem é uma convenção, bem como a natureza do sinal que está acordado permanece indiferente" Jakobson escreve, a arbitrariedade é posto como o primeiro de dois princípios básicos para definir a natureza do signo verbal: ". O vínculo que une o significante com o significado é arbitrária" O comentário especifica que ninguém contradisse este princípio ", mas muitas vezes é mais fácil de descobrir uma verdade do que atribuir a ele o lugar apropriado." 
Foi professor de Língua Inglesa para imigrantes e indígenas, quando se desloca do objeto de estudo dos comparativistas para um campo que obtivesse resultados mais práticos sobre o processo de aquisição de linguagem.
Embora ele sofresse de uma doença cardíaca em seus últimos anos, ele era editor-chefe da primeira edição do dicionário Century respeitada, que apareceu de 1889 a 1891. Em 28 de agosto, 1856, ele casou-se com Elizabeth Wooster Baldwin. . Ela era filha de Roger Sherman Baldwin, US senador e governador do Estado de Connecticut.
1. Jakobson, R. (1965) ‘Quest for the Essence of Language’ [Busca pela essência da Linguagem] , Diogenes, 13(21): pp. 21–37

É atribuída a ele a Lei do Menor Esforço, que é a lei fonética que diz haver uma tendência à simplificação na fala para o aparelho fonador; como por exemplo a preferência às palavras paroxítonas em oposição às proparoxítonas na língua portuguesa

## Obras
- Atharva Veda, editor with Rudolf von Roth (1856–1857)
- Language and the Study of Language: Twelve Lectures on the Principles of Linguistic Science (1867) [Linguagem e Estudo da Linguagem: doze aulas sobre os princípios da ciência linguística]
- Taittiriya Pratisakhya, editor and translator (1868)
- On Material and Form in Language (1872)
- Oriental and Linguistic Studies — First Series: The Veda, The Avesta, The Science of Language (1872)
- Oriental and Linguistic Studies — Second Series: The East and West, Religion and Mythology, Hindu Astronomy (1874)
- Darwinism and Language (1874) [Darwinismo e Linguagem]
- The Life and Growth of Language: An Outline of Linguistic Science (1875)
- Essentials of English Grammar for the Use of Schools (1877) [ Essencialidades do Inglês para o uso das escolas]
- Sanskrit Grammar: Including Both the Classical Language, and the Older Dialects, of Veda and Brahmana (1879, 2d edn. 1889) [ Gramática Sânscrita: incluindo a Linguagem Clássica e Antigos Dialétos do Vedas e Brahmana]
- Language and its Study: with Special Reference to the Indo-European (lectures) (1880)*
- Logical Consistency in Views of Language (1880)
- Mixture in Language (1881)
- The Roots, Verb-forms and Primary Derivatives of the Sanskrit Language (supplement to Sanskrit Grammar) (1885)
- Practical French Grammar (1887)* [Gramática Prática Francesa]
- A Compendious German and English Dictionary (1887)*
- The Century Dictionary (editor) (1889–1891)
- Introductory French Reader (1891)*
- Max Müller and the Science of Language: A Criticism (1892)
- Atharva Veda Samhita 3 volumes (translator) The History of Sanskrit Grammar (Indian reprint edition of Sanskrit Grammar)
- Manuscript Diary (photo reprint)

### Coleção modernas
- Oriental and Linguistic Essays
- On the Vedas
- Whitney on Language: Selected Writings of William Dwight Whitney

## References
1. ↑  Jakobson, R. (1965) ‘Quest for the Essence of Language’, Diogenes, 13(21): pp. 21-37